# Canoagem nos Jogos Pan-Americanos de 2023 - K-1 slalom feminino
A prova do K-1 slalom feminino da canoagem nos Jogos Pan-Americanos de 2023 foi disputada em 28 e 29 de outubro de 2023 no Rio Aconcagua, em Los Andes. Um total de nove canoístas, cada uma representando um Comitê Olímpico Nacional (CON), participaram do evento.

## Calendário
Horário local (UTC−3).
| Data          | Hora  | Fase          |
| ------------- | ----- | ------------- |
| 28 de outubro | 10:36 | Eliminatórias |
| 29 de outubro | 10:36 | Semifinais    |
| 29 de outubro | 12:00 | Finais        |

## Medalhistas
| Ouro   | USA Evy Leibfarth |
| Prata  | BRA Omira Estácia |
| Bronze | CAN Léa Baldoni   |

## Resultados
As sete melhores canoístas nas eliminatórias avançam para as semifinais. Destas, as seis melhores avançam para a final, onde as medalhistas são definidas.
| Pos.              | Canoísta              | Eliminatórias | Eliminatórias | Eliminatórias | Eliminatórias | Eliminatórias | Eliminatórias | Semifinal   | Semifinal   | Semifinal   | Final       | Final       | Final |
| Pos.              | Canoísta              | Descida 1     | Pen.          | Descida 2     | Pen.          | Melhor        | Pos.          | Tempo       | Pen.        | Pos.        | Tempo       | Pen.        |       |
| ----------------- | --------------------- | ------------- | ------------- | ------------- | ------------- | ------------- | ------------- | ----------- | ----------- | ----------- | ----------- | ----------- | ----- |
| Medalha de ouro   | USA Evy Leibfarth     | 81.93         | 0             | 80.26         | 0             | 80.26         | 1             | 102.44      | 4           | 1           | 102.32      | 6           |       |
| Medalha de prata  | BRA Omira Estácia     | 85.10         | 0             | 88.21         | 2             | 85.10         | 2             | 106.29      | 2           | 2           | 110.54      | 4           |       |
| Medalha de bronze | CAN Léa Baldoni       | 88.34         | 2             | 87.14         | 0             | 87.14         | 3             | 108.78      | 4           | 3           | 116.06      | 10          |       |
| 4                 | MEX Sofía Reinoso     | 95.10         | 0             | 100.31        | 4             | 95.10         | 4             | 121.42      | 2           | 4           | 127.71      | 10          |       |
| 5                 | ECU Emilie Armani     | 100.80        | 0             | 105.57        | 0             | 100.80        | 6             | 135.72      | 2           | 5           | 145.23      | 12          |       |
| 6                 | PER Lenny Ramírez     | 123.19        | 7             | 174.31        | 54            | 123.19        | 7             | 195.38      | 58          | 6           | 402.00      | 208         |       |
|                   |                       |               |               |               |               |               |               |             |             |             |             |             |       |
| 7                 | ARG María Luz Cassini | 97.77         | 2             | 97.47         | 4             | 97.47         | 5             | 289.28      | 150         | 7           | Não avançou | Não avançou |       |
|                   |                       |               |               |               |               |               |               |             |             |             |             |             |       |
| 8                 | CHI Florencia Aguirre | 152.39        | 52            | 150.88        | 52            | 150.88        | 8             | Não avançou | Não avançou | Não avançou | Não avançou | Não avançou |       |
| 9                 | VEN Marianna Torres   | 187.64        | 52            | 188.39        | 54            | 187.64        | 9             | Não avançou | Não avançou | Não avançou | Não avançou | Não avançou |       |